# Secret Royal Inspector Joy
Secret Royal Inspector Joy (en hangul, 어사와 조이; romanización revisada, Eosawa Joi), es una serie de televisión surcoreana transmitida del 8 de noviembre del 2021 hasta el 28 de diciembre de 2021 a través de tvN. La serie también está disponible para transmisión en iQIYI y Viu en territorios seleccionados.

## Sinopsis
Ambientada en la dinastía Joseon, la serie cuenta la historia de Ra Yi-eon, un joven inteligente y guapo sin preocupaciones en el mundo cuya vida da un vuelco cuando sin querer termina convirtiéndose en inspector real y Kim Jo-yi, una joven mujer divorciada que se apresura a encontrar la felicidad a pesar de vivir en una era en la que las mujeres ni siquiera pueden formar parte del registro familiar.
Ambos terminan trabajando juntos para investigar la verdad y exponer a los políticos corruptos.

## Reparto

### Personajes principales
- Ok Taec-yeon como Ra Yi-eon (Ryan), un trabajador de servicio público de 6.º grado inteligente y soltero, que desea abrir una pequeña tienda de dumplings, pero termina convirtiéndose en un inspector real secreto.[7][8]
  - Jang Jae-ha como Yi-eon de pequeño (Ep. 3).
- Kim Hye-yoon como Kim Jo-yi (Kim Joy), una joven mujer realista que está llena de deseo y pasión, y quien cree que el divorcio le puede pasar a cualquiera.[9]

### Personajes secundarios

#### Personas cercanas a Ra Yi-eon
- Yang Hee-kyung como Madam Jo, la abuela de Yi-eon (Ep. 8, 10).

#### Personas cercanas a Kim Jo-yi
- Chae Won-bin como Hwang Bo-ri / Bi Ryung.[10]
- Nam Mi-jung como Jang Pat-soon (Ep. 1-3, 7).[11]
- Joo Jin-soo como No Chu-han (Ep. 1-3).

#### Investigadores reales secretos
- Min Jin-woong como Yook-chil.
- Park Kang-sub como Goo-pal.
- Lee Sang-hee como Kwang-soon, una genio de la aritmética mental que tiene excelente memoria. La información secreta que recopila ayuda al inspector real secreto Ra Yi-eon y a Kim Jo-yi.[12]

#### Gangbyeonsau
- Lee Jae-kyoon como Park Tae-seo, el hijo del primer ministro de la dinastía Joseon y una concubina. Era un joven bueno en los estudios pero se rebela en contra de la discriminación hacia los hijos de concubinas.[13]
- Jung Soon-won como Cha Mal-jong.
- Kim Hyun-joon como Ji Maeng-soo.
- Park Shin-ah como Kang Han-ki.

#### Gobernantes
- Jeong Bo-seok como Park Seung, el consejero en jefe del Estado.
- Jo Kwan-woo como el Rey (Ep. 1, 8-10).
- Choi Tae-hwan como Park Do-soo.

#### Personas en la Isla de Kkori
- Bae Jong-ok como Deok-bong.
- Ha Seung-jin como Ba-hwe, un miembro dela isla (Ep. 4, 7, 9).

### Otros personajes
- Yoo Dong-hun como Eo Moo-jeok.
- Cha Yeop como Hong Seok-gi.
- Kim In-kwon como Chil-bok, un inspector de Hongmungwan (Ep. 1).
- Sung Hyun-mi como una espectadora de la audiencia de divorcio (Ep. 1-2).
- Han Dae-gwan como un pescador (Ep. 1-2).
- Choi Hwan-yi como un espectador de la audiencia de divorcio (Ep. 1-3).
- Kim Kwang-sub como un espectador de la audiencia de divorcio (Ep. 1-3).
- Kim Yun-jeong como una espectadora de la audiencia de divorcio (Ep. 1-3).
- Park Seung-tae como una espectadora de la audiencia de divorcio (Ep. 1-3).
- Kim Ki-nam como un erudito real (Ep. 1, 8, 10).
- Go Han-min como un erudito real (Ep. 1, 10).
- Kwon Oh-kyung como un erudito real (Ep. 1, 10).
- Bae Sung-il como el secretario en jefe real (Ep. 1, 13).
- Son In-yong como uno de los funcionarios de la provincia de Chungcheong izquierda (Ep. 3).
- Jo Deok-hee como un amigo de Park Tae-seo (Ep. 3).
- Lee Jae-woo como un amigo de Park Tae-seo (Ep. 3).
- Choi Baek-sun como un bandido (Ep. 3).
- Baek In-kwon como un bandido (Ep. 3).
- Seo Dong-oh como un bandido (Ep. 3).
- Seo Young-sam como un sirviente de Park Seung (Ep. 4).
- Lee Kwang-ik como un funcionario local (Ep. 4).
- Kwak Myung-hwa como una cliente en la carnicería (Ep. 4).
- Jo Ji-hyun como la sirvienta de la cliente en la carnicería (Ep. 4).
- Jo Ah-in como una pequeña niña esclava (Ep. 4-5).
- Uhm Tae-yoon como un pequeño niño esclavo (Ep. 4-5).
- Ji Heon-il como un servidor (Ep. 5, 7).
- Jang Tae-min como un magistrado (Ep. 8).
- Park Gi-seon como So Ra-bom (Ep. 8).
- Uhm Tae-ok como un vendedor de hierbas (Ep. 9).
- Oh Kyung-hwa como la ayudante de Deok-bong (Ep. 9-10).
- Lee Sung-il como un vendedor de telas (Ep. 10).
- Jeon Jin-oh como un estafador (Ep. 10).
- Hong Suk-bin como Na Yong-gyun, un médico real (Ep. 11).
- Lee Si-young como una noble dama platicando (Ep. 11).
- Sim So-yeon como la madre de Soo-ryeon.(Ep. 11).
- Kim Min-che como una clienta de la sastrería de Kim Jo-yi (Ep. 11, 16).
- Choi Gyo-shik como un dueño de casa (Ep. 13).
- Oh Kyu-taek como un carnicero (Ep. 13).
- Ki Hwan como un oficial (Ep. 13).
- Park Ji-ye como Kkot Dan (Ep. 13-14).
- Park Ji-won como una vendedora de telas (Ep. 14).
- Park Eun-young como la dueña del restaurante (Ep. 14).
- Kim Moon-ho como un cliente del restaurante (Ep. 14).
- Jo Eun-sol como un cliente comiendo dumpling (Ep. 16).
- Kim Tae-hoon como un cliente comiendo dumpling (Ep. 16).
- Ryu Si-hyun como la ayudante de Deok-bong.

### Apariciones especiales
- Lee Joon-hyuk como el Príncipe heredero, el fallecido príncipe heredero, quien también era buen amigo de Ra Yi-eon (Ep. 1, 3, 10, 13-14).[14]
  - Hong Dong-young como el príncipe de joven (Ep. 3).
- Song Jong-ho como Jang Ki-wan, el magistrado de la provincia de Chungcheong izquierda (Ep. 1-3).
- Jo Hee-bong como Mi Ahn-hae, el funcionario de la provincia de Chungcheong izquierda (Ep. 1-3, 5-7).
- Park Choong-seon Shim Tae-son, el director de Hongmungwan (Ep. 2, 6, 8-10).
- N como Choi Seung-yul (Ep. 9-10, 13-14).[15][16]

## Episodios
La serie conformada por dieciséis episodios, fue emitida a través de la tvN del 8 de noviembre al 28 de diciembre de 2021 todos los lunes y martes a las 22:30 Huso horario de Corea (KST).

### Índice de audiencia
Los números en color rojo indican las calificaciones más bajas, mientras que los números en azul indican las calificaciones más altas.
| Episodio | Fecha de emisión        | Participación promedio de audiencia | Participación promedio de audiencia |
| Episodio | Fecha de emisión        | Nacional                            | Seúl                                |
| -------- | ----------------------- | ----------------------------------- | ----------------------------------- |
| 1        | 8 de noviembre de 2021  | 4.961 % (1.ª)                       | 5.073 % (1.ª)                       |
| 2        | 9 de noviembre de 2021  | 4.035 % (1.ª)                       | 4.440 % (1.ª)                       |
| 3        | 15 de noviembre de 2021 | 5.257 % (1.ª)                       | 6.063 % (1.ª)                       |
| 4        | 16 de noviembre de 2021 | 5.050 % (2.ª)                       | 5.495 % (2.ª)                       |
| 5        | 22 de noviembre de 2021 | 4.514 % (1.ª)                       | 5.145 % (1.ª)                       |
| 6        | 23 de noviembre de 2021 | 4.249 % (1.ª)                       | 4.832 % (1.ª)                       |
| 7        | 29 de noviembre de 2021 | 3.912 %(1.ª)                        | 4.242 %(1.ª)                        |
| 8        | 30 de noviembre de 2021 | 4.332 % (1.ª)                       | 4.691 % (1.ª)                       |
| 9        | 6 de diciembre de 2021  | 4.471 % (1.ª)                       | 4.665 % (1.ª)                       |
| 10       | 7 de diciembre de 2021  | 4.624 % (1.ª)                       | 4.969 % (1.ª)                       |
| 11       | 13 de diciembre de 2021 | 3.653 % (1.ª)                       | 3.835 % (1.ª)                       |
| 12       | 14 de diciembre de 2021 | 3.410 % (1.ª)                       | 3.860 % (1.ª)                       |
| 13       | 20 de diciembre de 2021 | 3.403 % (1.ª)                       | 3.355 % (1.ª)                       |
| 14       | 21 de diciembre de 2021 | 3.236 % (1.ª)                       | 3.546 % (1.ª)                       |
| 15       | 27 de diciembre de 2021 | 3.592 % (1.ª)                       | 3.801 % (1.ª)                       |
| 16       | 28 de diciembre de 2021 | 3.799 % (1.ª)                       | 3.610 % (1.ª)                       |
| Promedio | Promedio                | 4.157 %                             | 4.476 %                             |

## Banda sonora
El OST de la serie está conformado por las siguientes canciones:

### Parte 1
| No. | Intérprete | Canción                  | Letra | Música | Duración |
| --- | ---------- | ------------------------ | ----- | ------ | -------- |
| 1   | sEDOo      | "Let's Get It" (판 벌려) | -     | -      | -        |
| 2   |            | "Let's Get It" (Inst.)   | -     | -      | -        |

## Producción
La serie es uno de los proyectos especiales del 15.º aniversario de tvN.
La dirección está a cargo de Yoo Jong-seon, quien contó con el guionista Lee Jae-yoon (이재윤) y con el apoyo de las compañías de producción Studio Dragon y Mongjakso, y fue distribuida por tvN e iQIYI.
En enero de 2021 se anunció que originalmente se les habían ofrecido los papeles principales a los actores Jo Byung-gyu y Jung So-min, sin embargo los rechazaron por lo que los papeles se les ofrecieron a los actores Ok Taec-yeon y Kim Hye-yoon.
Las fotos de la primera lectura del guion fueron reveladas en el 2021, mientras que la conferencia de prensa en línea fue realizada el 3 de noviembre del mismo año.

### Recepción
El 16 de noviembre de 2021, Good Data Corporation compartió su nueva clasificación de los dramas y miembros del elenco que generaron más revuelo durante la semana. Las listas se compilaron a partir del análisis de artículos de noticias, publicaciones de blogs, comunidades en línea, videos y publicaciones en redes sociales sobre los dramas que están actualmente al aire o que saldrán al aire próximamente. Antes de su estreno, la serie obtuvo el puesto número 9 en la lista de dramas, más comentados de la semana.
El 23 de noviembre de 2021, Good Data Corporation compartió su nueva clasificación de los dramas y miembros del elenco que generaron más revuelo durante la semana. Las listas se compilaron a partir del análisis de artículos de noticias, publicaciones de blogs, comunidades en línea, videos y publicaciones en redes sociales sobre los dramas que están actualmente al aire o que saldrán al aire próximamente. Antes de su estreno, la serie obtuvo el puesto número 7 en la lista de dramas, más comentados de la semana.
El 28 de noviembre se anunció que la serie estaba dentro de los 6 mejores dramas coreanos de Viki del mes de noviembre.
El 30 de noviembre de 2021, Good Data Corporation compartió su nueva clasificación de los dramas y miembros del elenco que generaron más revuelo durante la semana. Las listas se compilaron a partir del análisis de artículos de noticias, publicaciones de blogs, comunidades en línea, videos y publicaciones en redes sociales sobre los dramas que están actualmente al aire o que saldrán al aire próximamente. La serie ocupó el puesto número 9 en la lista de dramas, más comentados de la semana.
El 14 de diciembre de 2021, Good Data Corporation compartió su nueva clasificación de los dramas y miembros del elenco que generaron más revuelo durante la semana. Las listas se compilaron a partir del análisis de artículos de noticias, publicaciones de blogs, comunidades en línea, videos y publicaciones en redes sociales sobre los dramas que están actualmente al aire o que saldrán al aire próximamente. La serie ocupó el puesto número 7 en la lista de dramas, más comentados de la semana.
El 22 de diciembre de 2021, Good Data Corporation compartió su nueva clasificación de los dramas y miembros del elenco que generaron más revuelo durante la semana. Las listas se compilaron a partir del análisis de artículos de noticias, publicaciones de blogs, comunidades en línea, videos y publicaciones en redes sociales sobre los dramas que están actualmente al aire o que saldrán al aire próximamente. La serie obtuvo el puesto número 10 en la lista de dramas, más comentados de la semana.
El 28 de diciembre de 2021, Good Data Corporation compartió su nueva clasificación de los dramas y miembros del elenco que generaron más revuelo durante la semana. Las listas se compilaron a partir del análisis de artículos de noticias, publicaciones de blogs, comunidades en línea, videos y publicaciones en redes sociales sobre los dramas que están actualmente al aire o que saldrán al aire próximamente. La serie nuevamente obtuvo el puesto número 8 en la lista de dramas, más comentados de la semana.
El 4 de enero de 2022, Good Data Corporation compartió su nueva clasificación de los dramas y miembros del elenco que generaron más revuelo durante la semana. Las listas se compilaron a partir del análisis de artículos de noticias, publicaciones de blogs, comunidades en línea, videos y publicaciones en redes sociales sobre los dramas que están actualmente al aire o que saldrán al aire próximamente. La serie obtuvo el puesto número 7 en la lista de dramas, más comentados de la semana.